# John Jackson (strzelec)
John E. Jackson (ur. 14 lutego 1885 w Lincoln, zm. 17 czerwca 1971 w Fairfield) – amerykański strzelec, mistrz olimpijski.
W 1912 roku był sierżantem w Iowa National Guard.
Jackson wystąpił na Letnich Igrzyskach Olimpijskich 1912 w trzech konkurencjach. W karabinie wojskowym w trzech postawach uzyskał 33. miejsce. W karabinie dowolnym w dowolnej postawie z 600 m uplasował się na trzecim miejscu, zwyciężając po dogrywce pojedynek o podium z Allanem Briggsem (90–89). W drużynowym strzelaniu z karabinu wojskowego zdobył wraz z kolegami z reprezentacji złoty medal, osiągając czwarty rezultat wśród amerykańskich zawodników (skład zespołu: Harry Adams, Allan Briggs, Cornelius Burdette, John Jackson, Carl Osburn, Warren Sprout).

## Wyniki

### Igrzyska olimpijskie
| Igrzyska | Konkurencja                              | Wynik                                         | Miejsce | Źródło |
| -------- | ---------------------------------------- | --------------------------------------------- | ------- | ------ |
| IO 1912  | Karabin wojskowy, trzy postawy, 300 m    | 82 pkt. (42–40)                               | 33      | [ 1 ]  |
| IO 1912  | Karabin wojskowy, dowolna postawa, 600 m | 93 pkt.                                       |         | [ 2 ]  |
| IO 1912  | Karabin wojskowy, drużynowo              | 1687 pkt. (druż.) 279 pkt. ind. (71–73–69–66) |         | [ 3 ]  |